# 알베르트 바우만
알베르트 바우만(독일어: Albert Baumann)은 스위스의 사격 선수이다. 그는 아테네에서 열린 1896년 하계 올림픽에 참가했다.
바우만은 군사소총 종목에 참가했으며 1294점으로 8위를 기록했다.